# Einsatzkommando 16
Einsatzkommando 16  (EK 16) – specjalna grupa operacyjna (Einsatzgruppen) niemieckiej policji bezpieczeństwa i służby bezpieczeństwa, działająca w pierwszych miesiącach okupacji na zajętych przez Wehrmacht terenach Wolnego Miasta Gdańska i Pomorza Nadwiślańskiego. Pomiędzy wrześniem a listopadem 1939 r., członkowie Einsatzkommando 16 dopuścili się szeregu zbrodni na ludności Pomorza, odgrywając między innymi kluczową rolę podczas masowych mordów w Piaśnicy, toruńskiej Barbarce, czy w „Dolinie śmierci” pod Bydgoszczą. W prowadzonych na własny użytek statystykach, Niemcy oceniali liczbę ofiar Einsatzkommando 16 na około 20 tysięcy.

## Geneza jednostki
Planując agresję na Polskę przywódcy III Rzeszy przygotowywali się równocześnie do wdrożenia na ziemiach polskich swych koncepcji narodowościowych i rasowych, których celem było zdobycie przestrzeni życiowej na wschodzie i uczynienie z Polaków niewolników wielkiego niemieckiego imperium światowego. Pierwszym krokiem do złamania oporu Polaków i w konsekwencji – całkowitej germanizacji zamieszkiwanych przez nich ziem (w pierwszym rzędzie obszarów dawnego zaboru pruskiego) – miała być eksterminacja polskiej inteligencji, którą naziści obarczali winą za politykę polonizacyjną prowadzoną na ziemiach zachodnich w okresie międzywojennym oraz traktowali jako główną przeszkodę na drodze do szybkiego i całkowitego zniemczenia regionu. Jeszcze przed wybuchem wojny niemieckie służby policyjne wydały w Berlinie specjalną książkę Sonderfahndungsbuch Polen 1939 (przygotowaną przy wydatnej współpracy ze strony przedstawicieli mniejszości niemieckiej w Polsce), zawierającą spis nazwisk Polaków przeznaczonych do natychmiastowego internowania po rozpoczęciu okupacji. 25 sierpnia 1939 r. przy berlińskim Gestapo powstał natomiast Specjalny Referat do spraw operacji „Tannenberg”, którego zadaniem było zaplanowanie akcji likwidacyjnej. Nad przebiegiem operacji „Tannenberg” (niem. Unternehmen „Tannenberg”) miał bezpośrednio czuwać sam szef SD – Reinhard Heydrich.
Po rozpoczęciu kampanii wrześniowej, realizację założeń operacji „Tannenberg” zapewniały w pierwszym rzędzie utworzone specjalnie w tym celu grupy operacyjne niemieckiej policji bezpieczeństwa i służby bezpieczeństwa (tzw. Einsatzgruppen), które podążały w ślad za regularnymi formacjami Wehrmachtu. Na Pomorzu akcję eksterminacyjną prowadziła początkowo Einsatzgruppe IV (dowódca: SS-Brigadeführer Lothar Beutel) podążająca za oddziałami niemieckiej 4 Armii, wspierana przez  Einsatzgruppe V (dowódca: SS-Standartenführer Ernst Damzog) idącą w ślad za formacjami niemieckiej 3 Armii. Opuściły one jednak Pomorze między 15 a 20 września 1939 r.

## Struktura i kadry jednostki
Einsatzkommando 16 utworzono oficjalnie w Gdańsku w dniu 12 września 1939 r. Powstało ono jako ostatnia spośród Einsatzgruppen, wyznaczonych jesienią 1939 r. do działań na terytorium Polski. EK 16 przynależało do rejonu „wojskowego zarządcy Prusy Zachodnie” i tym samym obejmowało tereny rozpracowywane wcześniej przez EG IV i V. W przeciwieństwie jednak do pozostałych Einsatzgruppen – podążających stale za walczącymi oddziałami i łączących działania eksterminacyjne z zabezpieczaniem tyłów Wehrmachtu, działalnością wywiadowczą itp. – EK 16 pozostawało najbardziej statycznym ze wszystkich komand, a jego zadanie sprowadzało się wyłącznie do likwidacji polskiej inteligencji na obszarze Pomorza Nadwiślańskiego. Niemiecki historyk Dieter Schenk napisał, iż: „Komando 16 w Gdańsku ze swoimi rozmaitymi podgrupami było po prostu plutonem egzekucyjnym, którego zadanie polegało tylko na tym, aby realizować żądanie szefa policji bezpieczeństwa i SD [Heydricha] codziennego zwiększania liczby egzekucji”.
Na czele Einsatzkommando 16 stał dyrektor rządowy (Regierungsdirektor) i SS-Sturmbannführer dr Rudolf Tröger. Przed wybuchem wojny Tröger pełnił funkcję kierownika policji kryminalnej w Wolnym Mieście Gdańsku (de facto szefa gdańskiego Gestapo), gdzie przysłano go z Berlina jeszcze w kwietniu 1938 r. Tröger mimo stosunkowo niskiego stopnia był niewątpliwie jednym z ważnych współpracowników partyjnego kierownictwa Okręgu Gdańsk-Prusy Zachodnie i partnerem w rozmowach z gauleiterem Forsterem.
Oddział składał się z około 100 funkcjonariuszy Gestapo i Kripo, wspieranych przez niewielką liczbę członków SS i policji. Tröger dowodził EK 16 z Gdańska, lecz niemal od samego początku jednostka funkcjonowała w trzech odrębnych oddziałach:
- Jednostka w Gdyni, dowodzona przez SS-Hauptsturmführera Friedricha Classa;
- Jednostka w Toruniu, dowodzona przez komisarza kryminalnego (Kriminalkommissar) Hansa-Joachima Leyera;
- Jednostka w Bydgoszczy, kierowana przez radcę kryminalnego (Kriminalrat) Jakoba Lölgena[12][16].

Od 14 września 1939 r. Einsatzkommando 16 przekazywało raporty dzienne do referatu operacji „Tannenberg” w RSHA w Berlinie i było mu podporządkowane organizacyjnie. Niemniej jednak, nie bez powodu (w przeciwieństwie do innych Einsatzgruppen) określano EK 16 mianem jednostki „samodzielnej”. W atmosferze panującego wciąż na Pomorzu chaosu, Berlin miał dość ograniczoną możliwość bezpośredniego sterowania działaniami EK 16, stąd wydaje się, że większość poleceń Tröger otrzymywał od gauleitera Forstera oraz dowódcy SS i policji na Pomorzu, SS-Gruppenführera Richarda Hildebrandta.

## Działalność Einsatzkommando 16
Einsatzkommando 16 stacjonowało w całości w Gdańsku do 26 września 1939 r. Następnie jednostkę podzielono, tworząc oddziały w Gdyni, Toruniu i Bydgoszczy oraz mniejsze filie w Kościerzynie, Starogardzie Gdańskim, Tucholi, Grudziądzu i Brodnicy. Pododdziały EK 16 przy współpracy  z innymi formacjami niemieckimi zaczęły rychło organizować wielkie obławy na Polaków, zwane eufemistycznie „akcjami oczyszczającymi” (niem. Säuberungsaktion), podczas których aresztowano tysiące przedstawicieli polskiej elity politycznej, gospodarczej i intelektualnej z Pomorza. Na podstawie przygotowanych wcześniej list proskrypcyjnych Sonderfahndungsbuch Polen zatrzymywano zwłaszcza  księży katolickich, nauczycieli, lekarzy, dentystów, weterynarzy, oficerów, wyższych urzędników, wielkich kupców, wielkich właścicieli ziemskich, pisarzy, redaktorów, pracowników służb mundurowych, żołnierzy powracających do swych domów, jak również członków organizacji i stowarzyszeń krzewiących polskość – przede wszystkim Polskiego Związku Zachodniego, Ligi Morskiej i Kolonialnej, Związku Obrony Kresów Zachodnich, Kurkowego Bractwa Strzeleckiego, Towarzystwa Powstańców i Wojaków oraz Polskiego Towarzystwa Gimnastycznego „Sokół”. Tylko w samej Gdyni, pod koniec września 1939 r., Einsatzkommando 16 aresztowało w ciągu dwóch dni blisko 4 tysiące osób.
Einsatzkommando 16 zorganizowało na Pomorzu osiemnaście obozów dla internowanych (po rozwiązaniu EK 16 obozy były nadzorowane przez Gestapo), w których więziono Polaków aresztowanych w ramach operacji „Tannenberg” i kolejnej akcji eksterminacyjnej, przeprowadzonej pod kryptonimem Intelligenzaktion Pommern. Obozy te znajdowały się w między innymi w miejscowościach: Bydgoszcz, Chełmno nad Wisłą, Gniew, Grudziądz, Kartuzy, Pelplin, Puck, Tczew, Skarszewy, Skórcz, Starogard Gdański, Świecie, Wąbrzeźno, Wejherowo, Zblewo.
Na początku października 1939 r. odbyła się narada kadry dowódczej EK 16, podczas której dr Tröger przekazał zgromadzonym polecenie Reichsführera-SS Himmlera, aby „sprzątnąć polską inteligencję”.  Wkrótce później na całym Pomorzu rozpoczęły się masowe egzekucje. Przy realizacji akcji eksterminacyjnej członkowie Einsatzkommando 16 współpracowali z pomorskim Selbstschutzem (paramilitarna formacja złożona z przedstawicieli niemieckiej mniejszości narodowej, zamieszkującej przedwojenne terytorium Rzeczypospolitej) oraz ze specjalnym oddziałem Wachsturmbann „Eimann”, złożonym z członków gdańskiego SS. Mordercze przedsięwzięcia wszystkich tych jednostek krzyżowały się i uzupełniały.
Niewątpliwie członkowie Einsatzkommando 16 brali bezpośredni udział w egzekucjach polskich inteligentów, choć rola jednostki sprowadzała się przede wszystkim do organizowania akcji eksterminacyjnej i nadzorowania jej przebiegu. Zazwyczaj członkowie EK 16, rozsiani po pomorskich aresztach i obozach dla internowanych, tworzyli specjalne komisje, które decydowały których więźniów należy zwolnić lub wysiedlić do Generalnego Gubernatorstwa, których skierować do obozów koncentracyjnych, a których zlikwidować na miejscu. W skład plutonów egzekucyjnych wchodzili natomiast członkowie Selbstschutzu lub pośledniejszych formacji policyjnych.
Największą z nazistowskich zbrodni popełnionych na Pomorzu były masowe egzekucje w Lasach Piaśnickich w pobliżu Wejherowa, gdzie między jesienią 1939 r., a wiosną 1940 r. zamordowano od 12 do 14 tysięcy ludzi. Członkowie Einsatzkommando 16 brali aktywny udział w akcji eksterminacyjnej w Piaśnicy, zwłaszcza w jej pierwszym okresie, gdy mordowano tam pomorską inteligencję. Szczególnie ponurą rolę odegrał wówczas Friedrich Class – dyrektor kryminalny gdyńskiego gestapo i wieloletni pracownik gdańskiej policji kryminalnej, któremu podlegały m.in. służby bezpieczeństwa na terenie Wejherowa. To on, przez postawienie parafki „CL+” przy nazwisku, zatwierdzał wyroki śmierci dla polskich więźniów politycznych.
20-osobowy oddział dowodzony przez Kriminalrata Jakoba Lölgena odegrał z kolei kluczową rolę w prowadzonej od końca września 1939 r. akcji eksterminacyjnej w Bydgoszczy. Członkowie EK 16 brali udział w masowych obławach na przedstawicieli polskiej inteligencji oraz wchodzili w skład specjalnej komisji urzędującej w bydgoskim obozie dla internowanych, która decydowała o losie więźniów. Wskazani przez nią Polacy i Żydzi byli tysiącami rozstrzeliwani w odludnych miejscach w pobliżu Bydgoszczy, takich jak np. Las Gdański, lasy pod Tryszczynem i Borównem czy przede wszystkim – fordońska „Dolina Śmierci”. W raporcie sytuacyjnym z 17 listopada 1939 r., Lölgen mógł zameldować, iż: „W Bydgoszczy nie ma już inteligencji polskiej, która mogłaby działać aktywnie”.
SS-mani z EK 16 (oddział komisarza kryminalnego Leyera) wchodzili także w skład specjalnej komisji „selekcjonującej” więźniów obozu dla internowanych, utworzonego w toruńskim Forcie VII. Wskazani przez nią Polacy byli rozstrzeliwani przez Selbstschutz w lesie Barbarka.
To tylko największe i najbardziej znane spośród zbrodni, w których uczestniczyli członkowie Einsatzkommando 16. Jednostka została oficjalnie rozwiązana 20 listopada 1939 r. Jej byli członkowie zasilili lokalne placówki policji bezpieczeństwa w Gdańsku, Bydgoszczy i Grudziądzu.

## Powojenne losy członków komanda
Większość członków Einsatzkommando 16 uniknęła po wojnie odpowiedzialności karnej. Dr Rudolf Tröger poległ w kampanii francuskiej w czerwcu 1940 r. Friedrich Class, jeden z głównych wykonawców zbrodni w Piaśnicy, zmarł śmiercią naturalną w grudniu 1945 r. Ponadto zachodnioniemiecki wymiar sprawiedliwości świadomie i z własnej woli przyzwolił na uniknięcie kary przez wielu zbrodniarzy. Komisarz kryminalny Leyer wystąpił zaledwie w charakterze świadka w prokuratorskim postępowaniu dochodzeniowym i nigdy nie poniósł jakiejkolwiek kary za zbrodnie popełnione w Toruniu. Dr Rudolf Oebsger-Röder z bydgoskiego SD pełnił po wojnie funkcję szefa rezydentury zachodnioniemieckiego wywiadu w Dżakarcie oraz pracował jako rzecznik domu i dworu indonezyjskiego dyktatora Suharto.
W 1966 r. przed sądem w Monachium stanęli Jakob Lölgen i jego zastępca, Horst Eichler. Akt oskarżenia zarzucał im spowodowanie w akcjach eksterminacyjnych w Bydgoszczy śmierci w sposób podstępny i z niskich pobudek 349 osób, w tym 74 nauczycieli, 3 lekarzy i prezydenta miasta Leona Barciszewskiego. Obaj oskarżeni zostali uniewinnieni przez sąd przysięgłych, który stwierdził, że działali pod przymusem przełożonych.